# Kalguoaivi
Kalguoaivi är en kulle i Finland. Den ligger i Sodankylä kommun i landskapet Lappland, i den norra delen av landet, 900 km norr om huvudstaden Helsingfors. Toppen på Kalguoaivi är 280 meter över havet.
Terrängen runt Kalguoaivi är huvudsakligen mycket platt. Trakten runt Kalguoaivi är nära nog obefolkad, med mindre än två invånare per kvadratkilometer. Det finns inga samhällen i närheten. 